# Astra 2E
Az Astra 2E egy luxemburgi kommunikációs műhold.

## Küldetés
A műhold biztosítja a teljes körű televíziós műsorszóró szolgáltatást, beleértve a HDTV és más fejlett audiovizuális és a széles sávú szolgáltatásokat. Szolgáltatást a Brit-szigeteken, Egyesült Királyságban és Írországban valamint Európában, Közel-Keleten, Afrikában és a Nyugat-Ázsiában végez.

## Jellemzői
Gyártotta a EADS Asátrium (francia), üzemeltette a Société Européenne des Satellites-Astra (SES Global – korábban SES Astra) Európa műhold üzemeltető magáncége. Az Astra 2A, Astra 2D és Astra 1N műholdak feladatát vette át.
Megnevezései: COSPAR:2013-056A; SATCAT kódja: 39285.
2013. szeptember 29-én a Bajkonuri űrrepülőtérről, az LC-200/39. jelű indítóállványról egy Proton-M (Blok-M) hordozórakétával állították közepes magasságú Föld körüli pályára (MEO = Medium Earth Orbit). Az orbitális pályája 1436,08 perces, 0,06° hajlásszögű, Geoszinkron pálya perigeuma  kilométer, az apogeuma 35 800 kilométer volt.
Alakja téglahasáb, tömege 6020 kilogramm. Szolgálati idejét 15 évre tervezték. Három tengelyesen stabilizált (Nap-Föld érzékeny) űreszköz. 66 televíziós csatorna, valamint videó és internet szolgáltatást végez. Telemetriai szolgáltatását antennák segítik. Információ lejátszó KU-sávos, 60 Ku + 3Ka aktív transzponder biztosította Európa lefedettségét. Az űreszközhöz napelemeket (gallium- arzenid) rögzítettek (kinyitva 39,8 méter; 13 kW), éjszakai (földárnyék) energia ellátását újratölthető kémiai akkumulátorok biztosítják. A stabilitás és a pályaelemek elősegítése érdekében (monopropilén hidrazin) gázfúvókákkal felszerelt.